# Naresuan-Universität

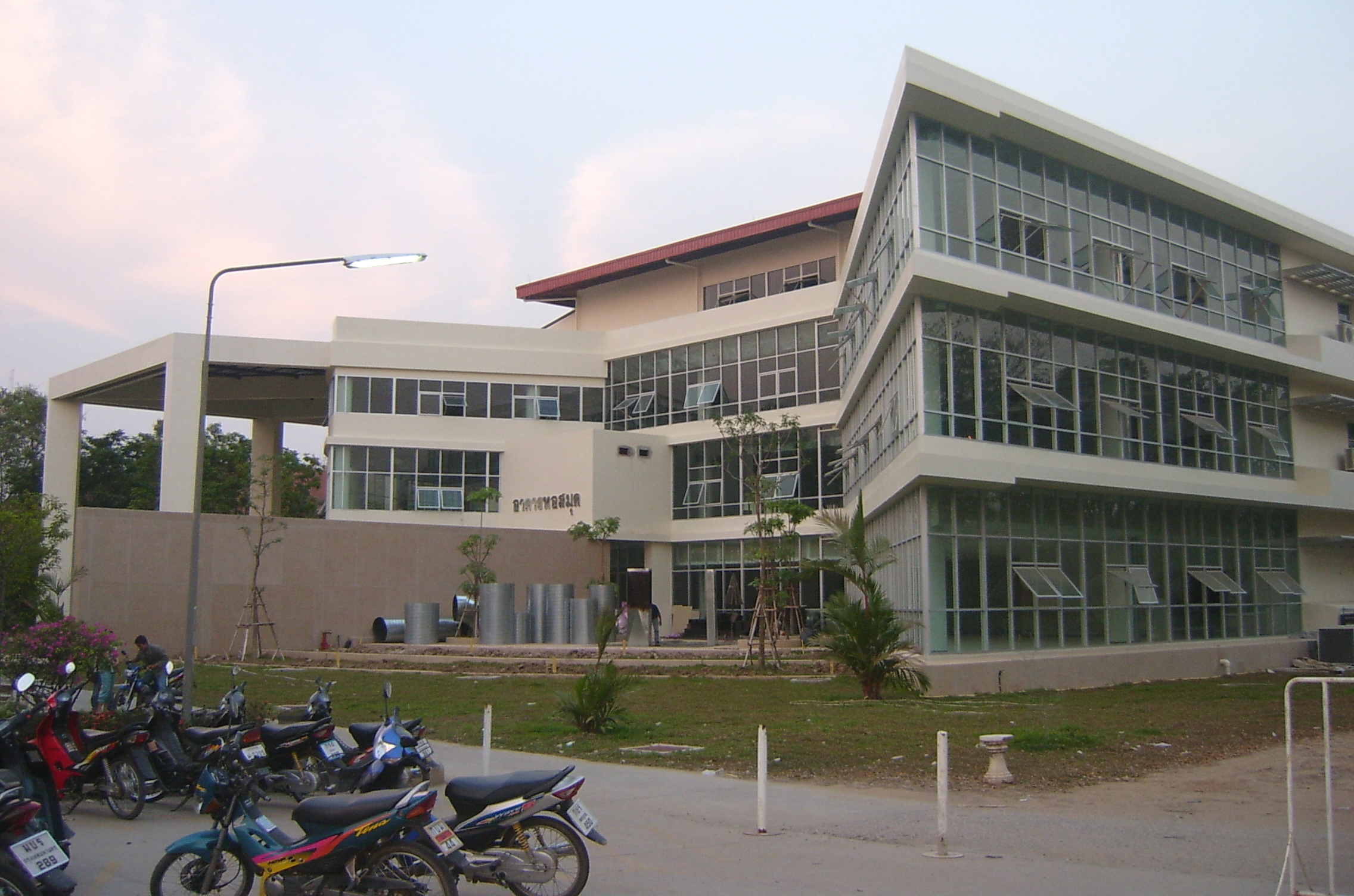
Naresuan-Bibliothek

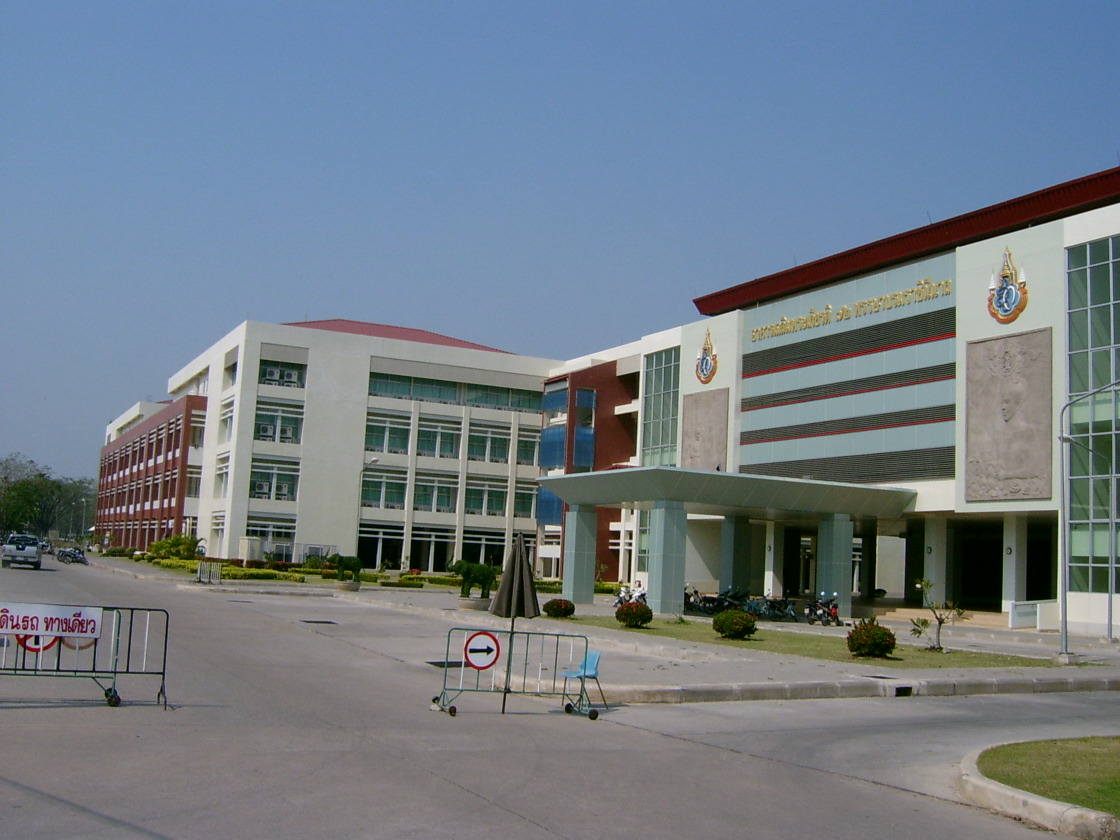
Königin-Sirikit-Gebäude

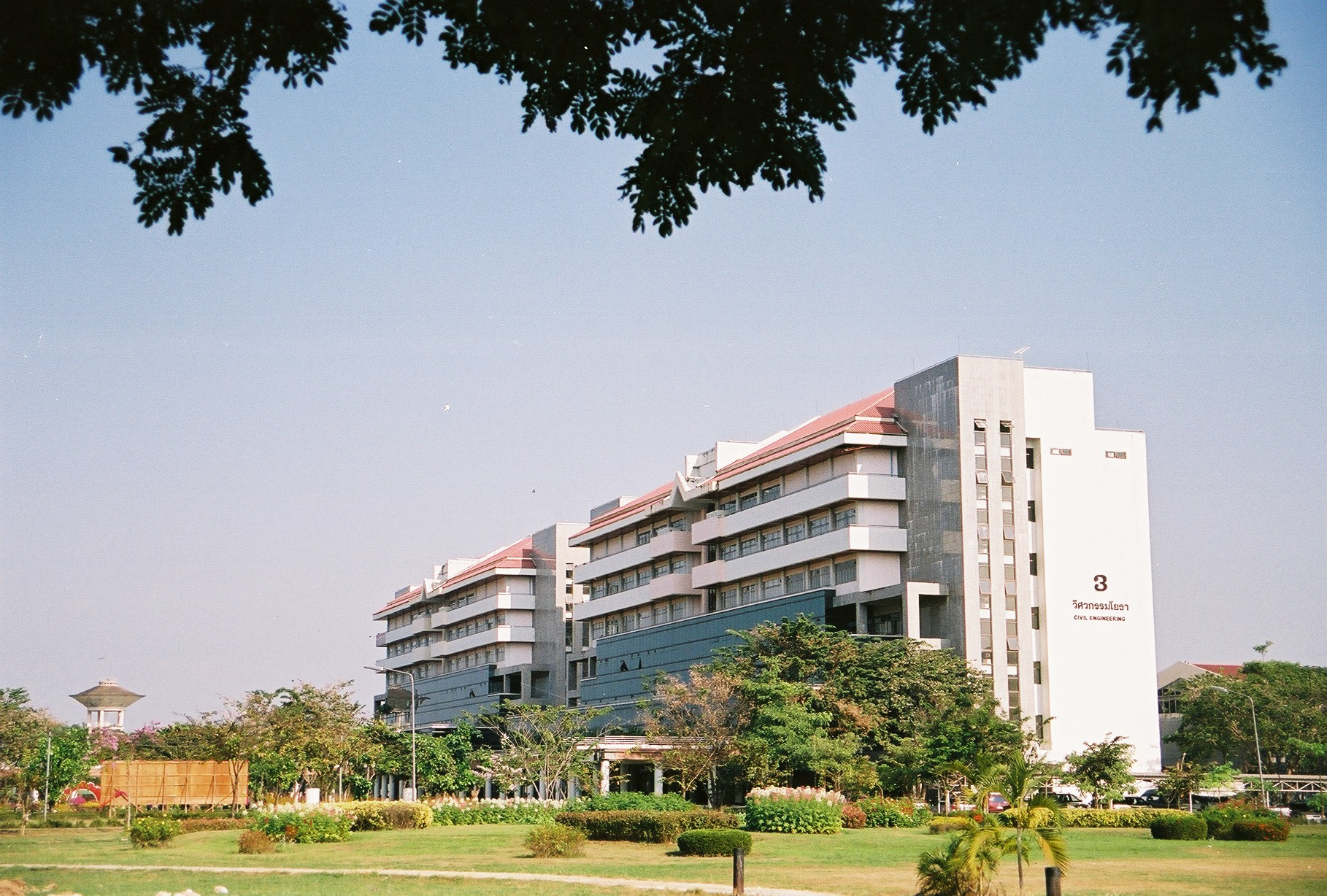
Gebäude der Ingenieurwissenschaften

Die Naresuan-Universität (thailändisch มหาวิทยาลัยนเรศวร, Naresuan University, kurz NU) ist eine öffentliche Universität in Phitsanulok in Nord-Thailand. Sie deckt den Bedarf an höherer Bildung für den unteren Norden von Thailand ab, das heißt für die Provinzen Phitsanulok, Sukhothai, Nakhon Sawan, Kamphaeng Phet, Tak, Uttaradit, Phetchabun, Phichit, Phrae und Nan.

## Allgemeines
Präsident ist seit Anfang 2009 Sujin Jinayon.
Ziel der Universität ist die Umgestaltung zu einer Forschungsuniversität bis 2017.

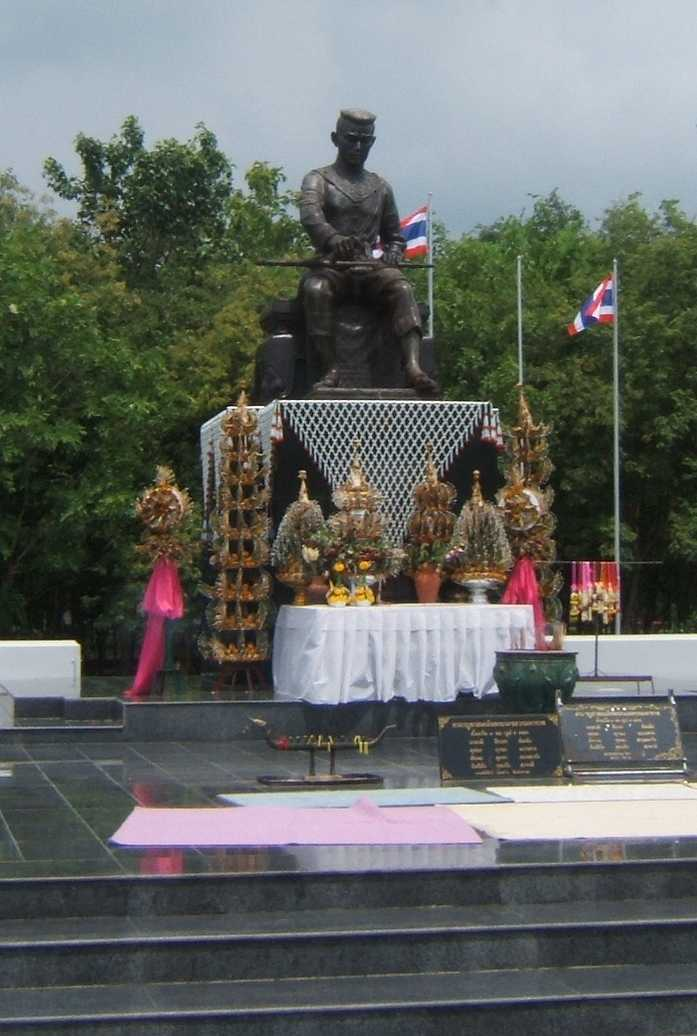
König Naresuan, Naresuan-Universität, Phitsanulok

## Geschichte
Am 18. Januar 1964 entschied das Erziehungsministerium, einen Ableger der Pädagogischen Hochschule für die Ausbildung von Lehrern in Nordthailand zu gründen. Am 25. Januar 1967 wurde in Phitsanulok der vierte Campus der Hochschule eröffnet. 1974 wurde die Pädagogische Hochschule zur Srinakarinwirot-Universität erhoben, der der Campus in Phitsanulok von dieser Zeit an zugeordnet war. Seit dem 29. Juli 1990, dem 400. Jahrestag der Thronbesteigung des Namensgebers König Naresuan, ist die Universität eigenständig.
Ein Nebencampus der Universität in der Provinz Phayao wurde 2010 als eigene Universität Phayao ausgegliedert.

### Namensgebung
Zunächst standen drei Namen für die neue Universität zur engeren Auswahl.
1. Borommatrailokanat-Universität (nach König Borommatrailokanat, der 25 Jahre lang von Phitsanulok aus das Reich Ayutthaya beherrschte)
2. Naresuan-Universität
3. Universität Phitsanulok

Die Universität wurde schließlich benannt nach dem König Naresuan dem Großen, der in Phitsanulok geboren wurde und im 16. Jahrhundert das Reich Ayutthaya von den Birmanen wieder unabhängig machte. Da jeder Gebrauch königlicher Namen durch den regierenden König autorisiert werden muss, war es notwendig, dass König Bhumbol Adulyadej der Namensgebung zustimmte. Dies erfolgte am 7. Oktober 1989.

## Campus

Statue von König Bhumibol Adulyadej und Königin Sirikit vor dem Krankenhaus-Komplex

Der Campus befand sich zunächst in der Nähe des alten Flughafens von Phitsanulok. Bereits in den 1980er Jahren wurde eine Verlegung außerhalb der Stadt in den Subdistrikt Thapho angestrebt. Im Budgetjahr 1987 wurden dafür 16 Mio. Baht zur Verfügung gestellt.
Als erstes Gebäude entstand nach der feierlichen Grundsteinlegung am 22. Juli 1988 das Mingkwan-Gebäude, das heutige Hauptgebäude mit der zentralen Verwaltung und den Büros des Universitätspräsidenten. Der Name für das Gebäude wurde von Prinzessin Maha Chakri Sirindhorn persönlich ausgewählt und bedeutet „mildtätig“.

## Fakultäten
Folgende Fakultäten sind in drei Clustern zusammengefasst:
Medizincluster
- Fakultät für Heilkunde
  - Fachbereich für Herzkreislauftechnologie
  - Fachbereich für Medizintechnologie
  - Fachbereich für Physiotherapie
  - Fachbereich für Radiologie
- Fakultät für öffentliches Gesundheitswesen
- Fakultät für Medizin
  - Fachbereich für Anatomie
  - Fachbereich für Biochemie
  - Fachbereich für Mikrobiologie und Parasitologie
  - Fachbereich für Physiologie
- Fakultät für Krankenpflege
- Fakultät für Pharmazie
  - Fachbereich für pharmazeutische Chemie und Pharmakognosie
  - Fachbereich für pharmazeutische Technologie
  - Fachbereich für praktische Pharmazie
- Fakultät für Zahnheilkunde
  - Fachbereich für Dentalklinik
  - Fachbereich für Oralbiologie
  - Fachbereich für Oraldiagnose
  - Fachbereich für präventive Zahnheilkunde
  - Fachbereich für restaurative Zahnheilkunde

Sozialwissenschaftliches Cluster
- Fakultät für Pädagogik
  - Fachbereich für Pädagogik
  - Fachbereich für Ausbildungsverwaltung
  - Fachbereich für Unterrichtstechnologie und -kommunikation
- Fakultät für Geisteswissenschaft
  - Fachbereich für ostasiatische Sprachen
  - Fachbereich für Schöne Künste
  - Fachbereich für Sprachen und Volkskunde
  - Fachbereich für westliche Sprachen
- Fakultät für Sozialwissenschaft
  - Fachbereich für Geschichte
  - Fachbereich für Politologie und öffentliche Verwaltung
  - Fachbereich für Psychologie
  - Fachbereich für Soziologie und Anthropologie
- Fakultät für Rechtswesen
- Fakultät für Management
  - Fachbereich für Betriebswirtschaft
  - Fachbereich für Kommunikationswissenschaft
  - Fachbereich für Wirtschaft und Rechnungswesen

Cluster für Wissenschaft und Technologie
- Fakultät für Naturwissenschaften, einschließlich Mathematik und Informatik
  - Fachbereich für Biologie
  - Fachbereich für Chemie
  - Fachbereich für Informatik und Informationstechnologie
  - Fachbereich für Mathematik
  - Fachbereich für Physik
- Fakultät für Ingenieurwesen
  - Fachbereich für Bauwesen
  - Fachbereich für Elektroingenieur- und Computeringenieurwesen
  - Fachbereich für Produktionstechnik
  - Fachbereich für Maschinenbau
- Fakultät für Architektur
  - Fachbereich für Architektur
  - Fachbereich für Kunst und Gestaltung
- Fakultät für Landwirtschaft, Ressourcen und Umwelt
  - Fachbereich für Agrarwissenschaft
  - Fachbereich für Agraringenieurwesen
  - Fachbereich für Rohstoffe und Umwelt

Daneben gibt es ein Institut für erneuerbare Energien mit dem Solar Energy Research and Training Center (SERT), eine Einheit für Qualitätssicherung (Software Quality Unit), ein Zentrum für Sprachen, das Myanmar Studies Center, das Gender Studies Center und ein internationales College (NUIC, Naresuan University International College).
2010 studierten mehr als 26.000 Studenten in 195 Studiengängen an der Naresuan-Universität, darunter rund 21.000 Bachelor-Studenten. Sie wurden von mehr als 3.700 Mitarbeitern betreut, von denen 2.524 Lehrkräfte waren.

## Veröffentlichungen
- Naresuan University Journal, vom Office of the Higher Education Commission als Organ für Publikationen von Studienabsolventen anerkannt[3]